# Jan Chrzciciel Nam Chong-sam
Św. Jan Chrzciciel Nam Chong-sam (ko. 남종삼 요한) (ur. 1812 w Cheongju, Korea – zm. 7 marca 1866  w Seulu) – święty Kościoła katolickiego, męczennik.
Jan Chrzciciel Nam Chong-sam urodził się w 1812 roku w Cheongju. Był bratankiem lub siostrzeńcem wysokiego rangą urzędnika rządowego Augustyna Nam Sang-gyo, który go adoptował. Jan Chrzciciel Nam Chong-sam w wieku 39 lat został gubernatorem. Ponieważ był katolikiem postawiło go to w trudnej sytuacji, gdyż jako gubernator musiał uczestniczyć (lub co najmniej finansować) ceremonie kultu przodków. Nie zrezygnował jednak ze stanowiska, gdyż musiał wspierać licznych krewnych. Starał się natomiast unikać udziału w niechrześcijańskich rytuałach. Po kilku latach złożył dymisję, powrócił do domu i uczył zagranicznych misjonarzy języka koreańskiego. Ponieważ w 1863 roku jego sytuacja materialna stała się trudna, udał się do Seulu i objął posadę nauczyciela chińskiej literatury dla dzieci ministrów. Po rozpoczęciu prześladowań katolików w Korei został uwięziony 1 marca 1866 roku. Pomimo tortur nie wyrzekł się wiary. Został ścięty w Seulu w miejscu straceń za Małą Zachodnią Bramą 7 marca 1866 roku.
Dzień jego wspomnienia przypada 20 września w grupie 103 męczenników koreańskich.
Beatyfikowany przez Pawła VI 6 października 1968 roku, kanonizowany 6 maja 1984 roku przez Jana Pawła II w grupie 103 męczenników koreańskich.